# Johnny Post
Johnny Post es un personaje de ficción de la serie de televisión Oz, interpretado por Tim McAdams.

## Historia en Oz
Johnny Post es un prisionero negro joven e impulsivo, muy racista con todos los que no pertenecen a los Negros, especialmente con los Italianos.

### Primera Temporada
Post está a las órdenes de Jefferson Keane, el líder de los Negros. Cuando Dino Ortolani da una paliza brutal a Billie Keane por insinuársele en las duchas, su hermano Jefferson busca venganza, y se alía con Ryan O'Reily para conseguir las influencias de éste. Es entonces cuando entra en escena Post, que es el encargado de asesinar a Ortolani.
Gracias a los negocios de O'Reily con los guardias, Post entra a servir, en el hospital; se encarga, como Ortolani, de los enfermos de sida. En una ocasión está ya preparando su arma para atacarle, pero de repente llega Tim McManus y decide esperar. Sin embargo, cuando Ortolani ahoga a un enfermo, es golpeado y va al agujero, donde es sedado. Y de nuevo con la ayuda de O'Reily, Post accede al agujero, vierte líquido inflamable sobre Ortolani y le quema vivo.
Cuando se lleva a cabo la investigación, que recae en el funcionario Lenny Burrano, no se sacan pruebas ni conclusiones. Nino Schibetta, líder de los Italianos, tras una pequeña charla con O'Reily, deduce que él sabe quién fue. Al ser Burrano miembro de la familia de los Italianos, decide apretarle las tuercas a O'Reily, advirtiéndole que o traiciona al que lo hizo, o cuando ellos le tengan, le sacarán que O'Reily fue el que movió los hilos para que todo sucediera.
Entonces, O'Reily decide vender a Post, que acaba maniatado por los Italianos en una sala, donde Schibetta le pregunta acerca de quién le contrató para matar a Ortolani. Pero Post solo escupe racismos e insultos, y Schibetta ordena que le asesinen y empiecen por su pene.
- Datos: Q6267487